# لیتل شیکاگو (ویسکانسین)
لیتل شیکاگو (به انگلیسی: Little Chicago) یک منطقهٔ مسکونی در ایالات متحده آمریکا است که در Hamburg واقع شده‌است.